# موم يي (مقاطعة إسلام آباد غرب)
موم يي (بالفارسية: موم یی) هي قرية تقع في قسم حومة الجنوبي الريفي (مقاطعة إسلام آباد غرب) في إيران. يقدر عدد سكانها بـ 1,301 نسمة .